# Castro de São Lourenço
 (novembre 2024).
La mise en forme du texte ne suit pas les recommandations de Wikipédia : il faut le « wikifier ».
Les points d'amélioration suivants sont les cas les plus fréquents. Le détail des points à revoir est peut-être précisé sur la page de discussion.
- Les titres sont pré-formatés par le logiciel. Ils ne sont ni en capitales, ni en gras.
- Le texte ne doit pas être écrit en capitales (les noms de famille non plus), ni en gras, ni en italique, ni en « petit »…
- Le gras n'est utilisé que pour surligner le titre de l'article dans l'introduction, une seule fois.
- L'italique est rarement utilisé : mots en langue étrangère, titres d'œuvres, noms de bateaux, etc.
- Les citations ne sont pas en italique mais en corps de texte normal. Elles sont entourées par des guillemets français : « et ».
- Les listes à puces sont à éviter, des paragraphes rédigés étant largement préférés. Les tableaux sont à réserver à la présentation de données structurées (résultats, etc.).
- Les appels de note de bas de page (petits chiffres en exposant, introduits par l'outil «  Source ») sont à placer entre la fin de phrase et le point final[comme ça].
- Les liens internes (vers d'autres articles de Wikipédia) sont à choisir avec parcimonie. Créez des liens vers des articles approfondissant le sujet. Les termes génériques sans rapport avec le sujet sont à éviter, ainsi que les répétitions de liens vers un même terme.
- Les liens externes sont à placer uniquement dans une section « Liens externes », à la fin de l'article. Ces liens sont à choisir avec parcimonie suivant les règles définies. Si un lien sert de source à l'article, son insertion dans le texte est à faire par les notes de bas de page.
- La présentation des références doit suivre les conventions bibliographiques. Il est recommandé d'utiliser les modèles {{Ouvrage}}, {{Chapitre}}, {{Article}}, {{Lien web}} et/ou {{Bibliographie}}. Le mode d'édition visuel peut mettre en forme automatiquement les références.
- Insérer une infobox (cadre d'informations à droite) n'est pas obligatoire pour parachever la mise en page.

Pour une aide détaillée, merci de consulter Aide:Wikification.
Si vous pensez que ces points ont été résolus, vous pouvez retirer ce bandeau et améliorer la mise en forme d'un autre article.
Castro de São Lourenço est situé sur la colline du même nom, dans la paroisse de Vila Chã, municipalité d'Esposende, district de Braga, au Portugal.
Il est situé à 200 mètres d'altitude, sur l'un des éperons granitiques de la falaise fossile qui s'étend du Monte Faro (Palmeira de Faro) à São Paio de Antas (Esposende).
Il est classé bien d'intérêt public par le décret 1/86, publié dans le DR nº 2 du 3 janvier 1986.

## Les fouilles
Dans ce castro, il y a des zones qui ont été occupées à différentes époques et de différentes manières. C’est pour cette raison que les archéologues l’ont divisé en secteurs, uniquement dans le but de mieux comprendre leurs différences.
Les interventions archéologiques se poursuivent encore aujourd'hui, après avoir commencé en 1985. Elles sont guidées par le professeur Carlos Alberto Brochado de Almeida, de la Faculté des Arts de l'Université de Porto, avec la collaboration de jeunes volontaires des écoles de la municipalité d'Esposende et de plusieurs portugais. et les universités européennes. La Chambre intervient avec un soutien logistique, à travers son Service de la Culture.

## Les secteurs
Les interventions se déroulent dans tout le Monte de São Lourenço et sont divisées en secteurs : A, C, CV, D, E, N, M1, M2 et T. 

### Secteur C
Le secteur C (voie d'accès à la chapelle) fut habité entre le IIIe et le IIe siècle avant JC. C. Ou jusqu'au quatrième siècle après JC. Les maisons sont circulaires ou subrectangulaires, avec certains murs intérieurs enduits et peints en blanc ou jaune et avec une plinthe grise. Le sol était recouvert de graviers bien concassés et bien compactés. Les maisons circulaires avaient un toit conique, recouvert d'éléments végétaux, tandis que les autres maisons plus allongées avaient un toit formé d'un ou deux toits. Au centre de chaque maison, un feu ou feu de joie était allumé, ainsi que le poteau qui soutenait le toit qui, étant fait de paille, était maintenu en place par des feuilles d'ardoise.
Au moment de la romanisation, la tegula et l'imbrice (tuile) ont commencé à être utilisées sur le toit, remplaçant ainsi la couverture végétale précédemment utilisée.
Avec la nécessité d'augmenter l'espace de chaque maison, ses habitants ont commencé à ajouter une sorte de vestibule, que les archéologues appellent un « crabe », en raison de la façon dont il est visible. Face à la nécessité de séparer les familles qui vivaient dans des maisons adjacentes, des murs ont été construits pour séparer les maisons en groupes d'habitation. Entre les différentes maisons d'une même famille, le sol entre les maisons pouvait être recouvert de dalles et servait au séchage des céréales ou des fruits, en plus d'offrir une meilleure commodité, formant des rues étroites.

### Secteur CV
Le secteur CV (ancien chemin), plus proche de l'actuelle chapelle de São Lourenço mais toujours sur le versant nord, présente les maisons sur des niveaux de différentes élévations, ces niveaux étant soutenus par des murs de soutènement. Dans ce secteur, certaines maisons ont été restaurées pour mieux idéaliser la forme originale, comment se formait un noyau familial à cette époque révolue. Les maisons restaurées correspondent à des maisons de l'époque du changement d'époque. (du 1er siècle avant JC au 1er siècle après JC)

### Secteur D
Quant au secteur D, il est situé à l'entrée du castro, au début du chemin d'accès à la chapelle. Il y a la muraille castriste et romaine, qui a ensuite été remodelée à l'époque médiévale pour protéger les habitants du castro.

### Secteurs E et A
Le secteur E (escalier) et le secteur A (acropole), l'un du côté nord et l'autre du côté sud de l'escalier qui donne accès à la chapelle, présentent des traces d'occupation par des maisons circulaires. Ces lieux n'étaient plus occupés à l'époque de Castro par des habitants qui utilisaient le sommet de cette montagne pour observer la côte côtière et l'embouchure de la rivière Cávado, ainsi que pour se défendre, plus tard, contre les attaques des Vikings et des Maures. qui, pour diverses raisons, a parfois dévasté la région.
Il convient de noter que depuis cet endroit, il est possible d’observer des kilomètres et des kilomètres de côte maritime. (c'est pour cette raison qu'aux XIIe et XIIIe siècles un mur de pierre fut construit sur cette colline, qui servait en quelque sorte de "château").

### Secteur T
Le secteur T (trésor) a été l’un des plus fouillés. Celui-ci est situé dans le vallon qui donne accès à l'ancienne carrière, qui se situe au milieu du versant, dont la route d'accès a fini par détruire une partie de ce secteur. Ici, des céramiques de différentes périodes et contextes culturels ont été trouvées, les pièces les plus importantes étant des céramiques grecques, du IVe siècle av. J.-C., trouvées dans le secteur T. Ici également, un important ensemble de pièces de monnaie romaines en argent (denarii), appartenant à l'époque d'Auguste et de Tibère.

### Secteurs M1 et M2
Les secteurs M1 et M2 (mer), se trouvent au milieu du versant et sont formés par deux unités d'habitation composées de maisons circulaires et sous-rectangulaires, avec un pavage couvrant le chemin entre les maisons. Ici a été découvert un autre trésor de pièces de monnaie, appartenant à l'époque de la République romaine.

## Le matériel trouvé
Les matériaux les plus anciens trouvés à ce jour, à notre connaissance, remontent au Chalcolithique, attestant de la présence de quelques fragments de vases (récipients ouverts) à décor incisé de metopada, de type « Penha ».
Le matériel archéologique exhumé lors des différentes interventions archéologiques qui ont eu lieu est sous la garde des Services d'Archéologie de la Commune d'Esposende, le plus important étant exposé au Musée Municipal d'Esposende, dans la ville d'Esposende.
Parmi ce matériel, on peut trouver des milliers de fragments de céramiques indigènes, dont beaucoup richement décorées, des céramiques romaines, produites localement et importées, notamment les terra sigillatas et les célèbres amphores, parmi les plus importantes les fameuses amphores Haltern 70 provenant des régions les plus lointaines. lieux de l'Empire romain.
Verres, pièces de monnaie et ustensiles (fers de fer, faucilles, couteaux, battants, etc.) utilisés dans diverses activités, en fer et en bronze, ainsi que des fibules (boucles) et des épingles à cheveux (Actuss), sont exposés dans les différentes vitrines du musée. Musée municipal d'Esposende, où ce matériel est exposé.